# Guelmim
Guelmim er en by i det sydlige Marokko som er administrativ hovedby for regionen Guelmim-Es-Smara og provinsen Guelmim. Byen har et indbyggertal på 126.729 (2024) indbyggere. Guelmim kaldes også Porten til ørkenen (fransk: la porte du désert) og er hjemsted for et kamelmarked.